# Contea di Uiseong
La contea di Uiseong (Uiseong-gun; 의성군; 義城郡) è una delle suddivisioni della provincia sudcoreana del Nord Gyeongsang.